# Akdala
Akdala är en ort i Kazakstan.   Den ligger i oblystet Almaty, i den sydöstra delen av landet, 1 000 km söder om huvudstaden Astana. Akdala ligger 914 meter över havet och antalet invånare är 533.
Terrängen runt Akdala är kuperad söderut, men norrut är den platt. Terrängen runt Akdala sluttar norrut. Runt Akdala är det glesbefolkat, med 17 invånare per kvadratkilometer. Närmaste större samhälle är Talghar, 4,2 km sydost om Akdala. Trakten runt Akdala består i huvudsak av gräsmarker.